# Dragan Đokanović
Dragan Đokanović, (srbsko Драган Ђокановић), srbski politik, telovadec, otroški zdravnik, neonatolog * 20. april 1958, Sarajevo, Bosna in Hercegovina.

## Politična kariera
Dragan Đokanović je pionir demokracije v Bosni in Hercegovini. Ustanovitelj je Demokratske stranke federalistov.
V Sarajevu, 9. januarja 1992, je bil soustanovitelj Republike Srpske. Od 20. januarja 1993 je bil minister v vladi Republike Srpske, s tega mest je odstopil avgusta 1994.

## Športna kariera
Dragan Đokanović je leta 1975 v Novem mestu postal juniorski prvak Jugoslavije na bradlji in bil tretji v mnogoboju.
Na tekmovanju za Pokal Jugoslavije v športni gimnastiki, leta 1981 v Trbovljah, Dragan Đokanović je osvojil drugo mesto v mnogoboju tega je osvojil še 2. mesto v finalu na konju z ročaji in 3. mesto na parterju, krogi in bradlji.
Dragan Đokanović spada med najbolj znane Bosance in Hercegovce v svetu. Lastnik je spletne strani „Savjeti padijatra – Pediatric Advice“.